# Michał Marcjanik
Michał Marcjanik (Gdynia, 15 dicembre 1994) è un calciatore polacco, difensore dell'Arka Gdynia.

## Caratteristiche tecniche
È un difensore centrale molto fisico ma dotato di buona velocità.

## Statistiche

### Presenze e reti nei club
Statistiche aggiornate al 19 aprile 2023.
| Stagione           | Squadra            | Campionato         | Campionato | Campionato | Coppe nazionali | Coppe nazionali | Coppe nazionali | Coppe continentali | Coppe continentali | Coppe continentali | Altre coppe | Altre coppe | Altre coppe | Totale | Totale |
| Stagione           | Squadra            | Comp               | Pres       | Reti       | Comp            | Pres            | Reti            | Comp               | Pres               | Reti               | Comp        | Pres        | Reti        | Pres   | Reti   |
| ------------------ | ------------------ | ------------------ | ---------- | ---------- | --------------- | --------------- | --------------- | ------------------ | ------------------ | ------------------ | ----------- | ----------- | ----------- | ------ | ------ |
| 2013-2014          | Arka Gdynia        | 1.L                | 4          | 0          | CP              | 2               | 0               | -                  | -                  | -                  | -           | -           | -           | 6      | 0      |
| 2014-2015          | Arka Gdynia        | 1.L                | 24         | 2          | CP              | 1               | 0               | -                  | -                  | -                  | -           | -           | -           | 25     | 2      |
| 2015-2016          | Arka Gdynia        | 1.L                | 27         | 2          | CP              | 2               | 0               | -                  | -                  | -                  | -           | -           | -           | 29     | 2      |
| 2016-2017          | Arka Gdynia        | E                  | 30         | 2          | CP              | 5               | 0               | -                  | -                  | -                  | -           | -           | -           | 35     | 2      |
| 2017-2018          | Arka Gdynia        | E                  | 35         | 3          | CP              | 4               | 0               | UEL                | 2                  | 0                  | SP          | 1           | 0           | 42     | 3      |
| 2018-gen. 2019     | Empoli             | A                  | 0          | 0          | CI              | 0               | 0               | -                  | -                  | -                  | -           | -           | -           | 0      | 0      |
| gen.-giu. 2019     | Carpi              | B                  | 0          | 0          | CI              | -               | -               | -                  | -                  | -                  | -           | -           | -           | 0      | 0      |
| 2019-2020          | Wisła Płock        | E                  | 22         | 0          | CP              | 2               | 0               | -                  | -                  | -                  | -           | -           | -           | 24     | 0      |
| 2020-2021          | Arka Gdynia        | 1.L                | 25+1       | 3          | CP              | 6               | 1               | -                  | -                  | -                  | -           | -           | -           | 32     | 4      |
| 2021-2022          | Arka Gdynia        | 1.L                | 32+1       | 6          | CP              | 2               | 0               | -                  | -                  | -                  | -           | -           | -           | 35     | 6      |
| 2022-2023          | Arka Gdynia        | 1.L                | 21         | 1          | CP              | 1               | 0               | -                  | -                  | -                  | -           | -           | -           | 22     | 1      |
| Totale Arka Gdynia | Totale Arka Gdynia | Totale Arka Gdynia | 198+2      | 19         |                 | 23              | 1               |                    | 2                  | 0                  |             | 1           | 0           | 226    | 20     |
| Totale carriera    | Totale carriera    | Totale carriera    | 220+2      | 19         |                 | 25              | 1               |                    | 2                  | 0                  |             | 1           | 0           | 250    | 20     |

## Palmarès

### Club

#### Competizioni nazionali
- Coppa di Polonia: 1

Arka Gdynia: 2016-2017
- Supercoppa di Polonia: 1

Arka Gdynia: 2017
- Campionato polacco di seconda divisione: 1

Arka Gdynia: 2024-2025